# 兔耳果属
兔耳果属（学名：Lagokarpos）是一个已灭绝的被子植物的属，发现于古新世晚期到始新世早期的北美洲、德国和中国。它与现代植物之间的亲缘关系尚不明确。

## 名称
Lago-来自古希腊语lagós(λαγώς)，意为兔子，karpos来自karpós(καρπός)意为果实，这个名字指的是它的果实上兔耳状的翅。